# Pascual Virrey y Mange
Pascual Francisco Virrey y Mange fue un médico y escritor español nacido en Las Pedrosas (Zaragoza) en 1698 y muerto en 1746.
Estudió medicina, hasta doctorarse, en la Universidad de Valencia. Ejerció en Chelva y en Mota del Cuervo y en 1737 fue nombrado profesor de la dicha universidad, dando pruebas de sus grandes dotes, lo mismo en la cátedra que en el hospital general. Perteneció a la Real Academia Médica Matritense.

## Obra
Escribió
- Breve método de curar los enfermos por racionales indicaciones (Valencia, 1737)
- Breve instrumento del estilo de consultar
- Formulario farmacéutico en que se declaran algunas recetas específicas para varias enfermedades y otras curiosidades
- Palma Febril. Instrucción Cirocínica Médico-Práctica-Hypocrático-Chimica-Methódico-Galénica. Seguro de curar las fiebres por racionales indicaciones (Valencia, 1739)
- Manual de cirugía práctica: promptuario completo, acomodado a la mas breve eficaz curación racional, y comprehensible dirección espagyrica: con inserción de instituciones medicinales según el systema de la fermentación, que incluyen el mas verisimil capítulo singular (Valencia, 1743).